# Submarino portaviones
Los submarinos portaviones son submarinos equipados con aviones de reconocimiento o de ataque. 

## Descripción
Estos submarinos vieron su uso más intenso durante la Segunda Guerra Mundial, pero su presencia operacional fue muy reducida. Los más famosos de ellos fueron los clase I-400 japoneses y el francés Surcouf, sin embargo otras naciones también los construyeron.
Hay que destacar que, excepto para las clases I-400 y AM, estos submarinos portaviones usaban los aviones para operaciones de búsqueda, a diferencia de los típicos portaviones, que son barcos que se usan principalmente como base para aviones de combate.

### Intentos tempranos (Primera Guerra Mundial)

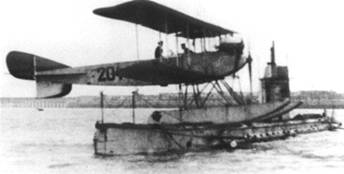
Submarino alemán de la Primera Guerra Mundial SM U-12 con un hidroavión en cubierta

Alemania fue la primera en desarrollar la idea, inspirada en el plan del Comandante del Servicio Aéreo de la Marina Imperial Alemana Oberleutnant zur See Friedrich von Arnauld de la Perriére. Este comandante estuvo al mando de una unidad de dos hidroaviones de reconocimiento (Friedrichshafen FF 29) en Zeebrugge que había sido ocupada por la Kaiserliche Marine en los primeros meses de la Primera Guerra Mundial. Uno de los primeros U-Boote en llegar a la base de Zeebrugge fue el SM U-12 del subcapitán Walter Forstmann.
Este comandante ordenó la modificación de cuatro hidroplanos de reconocimiento Friedrichshafen FF 29 para que pudiesen llevar 26 bombas de 227 gramos (media libra) en su unidad localizada en la base de Zeebrugge, haciendo historia cuando uno de sus aviones el día de Navidad de 1914, voló a través del Canal de la Mancha subiendo por el río Támesis, dejando caer sus bombas en las afueras de Londres, realizando escasos daños. A pesar de que este hidroplano fue perseguido por 3 interceptores británicos regresó a su base sin problemas. En esta misión el hidroplano tuvo más problemas de combustible que por las balas británicas.
Posteriormente, animado por su éxito, Arnauld y Forstmann especularon con que podrían incrementar el número de sus hidroaviones poniendo los aviones en posición de despegue en las cubiertas de los submarinos y después de hacer que el submarino estuviera parcialmente sumergido, lanzar los aviones de tal forma que se quedaran ya flotando. El 15 de enero de 1915, el SM U-12 abandonó su base de Zeebrugge transportando en su cubierta un FF 29 armado con bombas. El submarino salió del puerto, pareciendo pequeño comparado con los 16,2 metros (53 pies y 2 pulgadas) de envergadura de las alas de los aviones, casi una tercera parte de los 57,3 metros (188 pies) de longitud del submarino de patrulla costera. Sin embargo, después de que el U 12 abandonó la seguridad del rompeolas, el capitán se dio cuenta de que la marejada que había podría inundar los aviones y poner en peligro la operación, así que ordenó inmediatamente lanzar al agua el hidroavión.
Forstmann inundó los tanques delanteros del submarino, pero a pesar de ello, Arnauld consiguió que el hidroavión saliese a flote desde la cubierta sin mucha dificultad y despegó. Después de alcanzar suficiente altitud, el avión de Arnauld se dirigió hacia la costa británica. El oficial alemán aparentemente voló por toda la costa inglesa sin ser detectado y volvió a Zeebrugge. El experimento había sido un éxito, en la medida en que el avión había llegado al mar y había salido flotando desde la cubierta del submarino. Sin embargo, era obvio que eran necesarias algunas mejoras en el procedimiento.
Arnauld y Forstmann propusieron más experimentos de desarrollo al Comando Naval Alemán, pero fueron vetados por considerar su proyecto técnicamente impracticable. Los planes siguieron congelados hasta el año 1917 cuando se investigó la posibilidad de incrementar el asombroso poder de los nuevos submarinos alemanes, tal como el crucero de largo alcance de tipo Unterseeboote, equipados con aviones para expediciones (pequeños hidroaviones que podían ser armados y desarmados rápidamente a bordo y guardados en compartimentos especiales en la cubierta). Pero al final la idea fue abandonada debido al fin de la guerra.
Dos de los aviones diseñados para este propósito fueron el biplano Hansa-Brandenburg W.20 y el monoplano L.F.G. Stralsund V.19. El primer tipo fue diseñado en 1917 para usarse a bordo de los submarinos Cruiser que nunca entraron en servicio. El segundo modelo fue un avión experimental con una estructura muy ligera para usar en mares calmados.
Los británicos también experimentaron con el concepto de submarino portaviones cuando el submarino HMS E22 fue hecho a medida de forma similar al U-Boat alemán. Este submarino pudo lanzar sus dos hidroaviones Sopwith Schneider y Sopwith Baby en abril de 1916. Sin embargo, al igual que en el caso alemán, el submarino no podía sumergirse sin perderlos.

## Submarinos portaviones japoneses

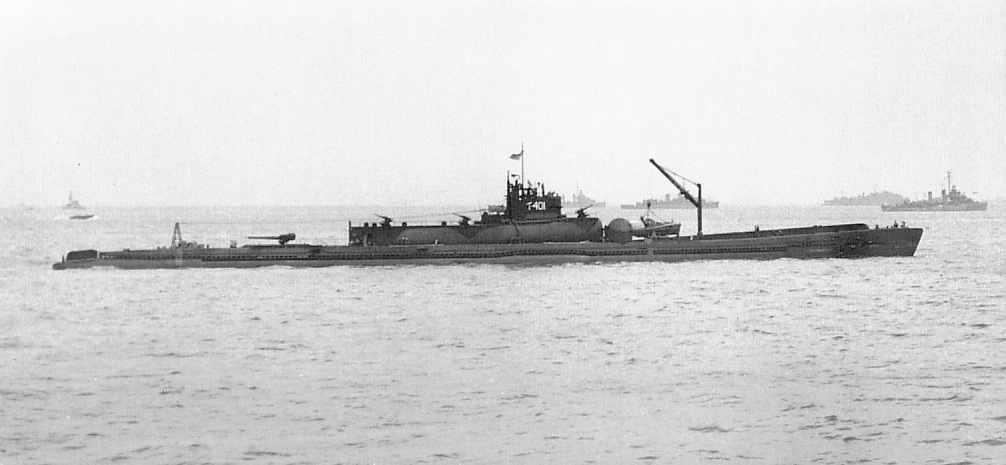
Un submarino japonés de la Segunda Guerra Mundial de la clase I-400, con su hangar de avión largo y catapulta delantera